# Thru and Thru
Thru and Thru es una canción de la banda británica de rock The Rolling Stones, incluida como pista número 14 de su álbum Voodoo Lounge de 1994.
Si bien es acreditada a Jagger-Richards, la canción fue enteramente compuesta por este último mientras se encontraba en la isla de Barbados junto a Pierre de Beauport, guitarrista y por entonces asiduo ayudante de la banda en tours y grabaciones. La frase del estribillo "I´m your lover baby, thru and thru", puede ser traducida al castellano como "Soy tu amante, nena, de pies a cabeza"'.

## Grabación y legado
La canción fue grabada en los Sandymount Studios de Ron Wood en St. Kildare, Irlanda; en Windmill Lane Recording de Dublín, Irlanda; y en A&M Recording Studios. Las sesiones tuvieron lugar entre los meses de julio y agosto, noviembre y diciembre de 1993.
La versión en vivo grabada durante enero de 2003 en el Madison Square Garden de Nueva York, Estados Unidos, fue incluida en el DVD box set Four Flicks de 2003. La misma también formó parte del álbum recopilatorio Rarities 1971-2003 editado en 2005.
"Thru and Thru" aparece varias veces, terminando por cerrar el episodio final de la segunda temporada de The Sopranos llamado "Distorsiones", y se encuentra mencionada en los créditos. El capítulo fue estrenado el 9 de abril de 2000 en Estados Unidos y tuvo una audiencia de 9 millones de espectadores, lo que supuso una suerte de renacimiento de la canción hacia el público ajeno a la banda. Sobre esto, Keith Richards declaró en 2003:

En un álbum como Voodoo Lounge hay canciones que la gente no descubre durante 10 años... y de repente se dan cuenta de lo que estuvimos haciendo. "Thru y Thru" era exactamente así. Despegó cuando se puso en la banda sonora de The Sopranos y, de repente, todo el mundo estaba diciendo: «¿Y esta maravilla de canción?» y yo les decía «bueno, es la última del Voodoo Lounge...»

La revista especializada Rolling Stone la ubicó en el puesto número 6 de las mejores canciones cantadas por Keith Richards, ya sea con los Rolling Stones como en su etapa solista.

## Personal
Acreditados:
- Keith Richards: voz principal, guitarra eléctrica, piano, coros.
- Charlie Watts: batería.
- Chuck Leavell: piano.
- Darryl Jones: bajo.
- Mick Jagger: coros.
- Pierre de Beauport: guitarra acústica.
- Bernard Fowler: coros.
- Ivan Neville: coros.